# جداییان
جداییان یا  سسرننتئا(نام علمی: Secernentea) نام یک رده از شاخه کرم‌های لوله‌ای است.